# Robertas Poškus
Robertas Poškus est un footballeur international lituanien né le 5 mai 1979 à Klaipėda en Lituanie.  

## Carrière

### En sélection
Il compte 50 sélections et 8 buts avec l'équipe de Lituanie depuis 1999.

## Palmarès
- Avec le Kareda Šiauliai :
  - Vainqueur de la Coupe de Lituanie en 1999.

- Avec le Polonia Varsovie :
  - Vainqueur de la Coupe de Pologne en 2001.

- Avec l'Inter Bakou :
  - Champion d'Azerbaïdjan en 2010.

## Statistiques détaillées

### En club
| Saison                | Club                  | Championnat           | Championnat | Championnat | Coupe(s) nationale(s) | Coupe(s) nationale(s) | Compétition(s) continentale(s) | Compétition(s) continentale(s) | Compétition(s) continentale(s) | Sélection | Sélection | Sélection | Total | Total |
| Saison                | Club                  | Division              | M.          | B.          | M.                    | B.                    | Comp.                          | M.                             | B.                             | Équipe    | M.        | B.        | M.    | B.    |
| 1996 - 1997           | Atlantas Klaipėda     | A Lyga                | 3           | 0           | -                     | -                     | -                              | -                              | -                              | -         | -         | -         | 3     | 0     |
| 1997 - 1998           | Atlantas Klaipėda     | A Lyga                | 7           | 4           | -                     | -                     | -                              | -                              | -                              | -         | -         | -         | 7     | 4     |
| 1997 - 1998           | Hambourg SV           | Bundesliga            | 0           | 0           | -                     | -                     | -                              | -                              | -                              | -         | -         | -         | 0     | 0     |
| 1998 - 1999           | Kareda Šiauliai       | A Lyga                | 9           | 5           | -                     | -                     | -                              | -                              | -                              | -         | -         | -         | 9     | 5     |
| 1999                  | Žalgiris Vilnius      | A Lyga                | 8           | 5           | -                     | -                     | C1                             | 4                              | 0                              | Lituanie  | 1         | 0         | 13    | 5     |
| 1999 - 2000           | Widzew Łódź           | Ekstraklasa           | 12          | 5           | 3                     | 1                     | -                              | -                              | -                              | Lituanie  | 3         | 0         | 18    | 6     |
| 2000 - 2001           | Widzew Łódź           | Ekstraklasa           | 15          | 7           | 1                     | 0                     | -                              | -                              | -                              | Lituanie  | 1         | 0         | 17    | 7     |
| 2000 - 2001           | Polonia Varsovie      | Ekstraklasa           | 8           | 0           | 3                     | 2                     | -                              | -                              | -                              | Lituanie  | 5         | 1         | 16    | 3     |
| 2001                  | Krylia Sovetov        | Premier-Liga          | -           | -           | -                     | -                     | -                              | -                              | -                              | Lituanie  | 3         | 1         | 3     | 1     |
| 2002                  | Krylia Sovetov        | Premier-Liga          | 30          | 11          | -                     | -                     | -                              | -                              | -                              | Lituanie  | 5         | 2         | 35    | 13    |
| 2003                  | Krylia Sovetov        | Premier-Liga          | 19          | 3           | -                     | -                     | -                              | -                              | -                              | Lituanie  | 3         | 0         | 22    | 3     |
| 2004                  | Krylia Sovetov        | Premier-Liga          | 18          | 9           | -                     | -                     | -                              | -                              | -                              | Lituanie  | 4         | 1         | 22    | 10    |
| 2005                  | Krylia Sovetov        | Premier-Liga          | 12          | 1           | -                     | -                     | -                              | -                              | -                              | Lituanie  | 3         | 0         | 15    | 1     |
| 2005                  | Zénith                | Premier-Liga          | 11          | 1           | -                     | -                     | C3                             | 4                              | 0                              | Lituanie  | 2         | 0         | 17    | 1     |
| 2006                  | Zénith                | Premier-Liga          | 11          | 2           | -                     | -                     | C3                             | 2                              | 0                              | Lituanie  | 2         | 1         | 15    | 3     |
| 2006                  | Dynamo Moscou         | Premier-Liga          | 5           | 0           | -                     | -                     | -                              | -                              | -                              | Lituanie  | 3         | 0         | 8     | 0     |
| 2007                  | FK Rostov             | Premier-Liga          | 5           | 0           | -                     | -                     | -                              | -                              | -                              | Lituanie  | 2         | 0         | 7     | 0     |
| 2008 - 2009           | Bnei Sakhnin          | Ligat HaAl            | 6           | 1           | 3                     | 1                     | -                              | -                              | -                              | Lituanie  | 5         | 2         | 14    | 4     |
| 2009                  | FK Ural               | Pervy Divizion        | 12          | 2           | -                     | -                     | -                              | -                              | -                              | Lituanie  | 1         | 0         | 13    | 2     |
| 2009 - 2010           | Inter Bakou           | Premyer Liqası        | 26          | 12          | 2                     | 2                     | -                              | -                              | -                              | Lituanie  | 2         | 0         | 30    | 14    |
| 2010 - 2011           | Inter Bakou           | Premyer Liqası        | 26          | 5           | 6                     | 1                     | C1                             | 2                              | 0                              | Lituanie  | 4         | 0         | 38    | 6     |
| 2011 - 2012           | Simurq Zaqatala       | Premyer Liqası        | 16          | 8           | -                     | -                     | -                              | -                              | -                              | Lituanie  | 1         | 0         | 17    | 8     |
| 2012 - 2013           | Sibir Novossibirsk    | National League       | 11          | 2           | -                     | -                     | -                              | -                              | -                              | -         | -         | -         | 11    | 2     |
| Total sur la carrière | Total sur la carrière | Total sur la carrière | 270         | 83          | 18                    | 7                     | -                              | 12                             | 0                              | 0         | 50        | 8         | 350   | 98    |

### Buts internationaux
| Buts (8) en sélection de Robertas Poškus au 28 octobre 2012 | Buts (8) en sélection de Robertas Poškus au 28 octobre 2012 | Buts (8) en sélection de Robertas Poškus au 28 octobre 2012 | Buts (8) en sélection de Robertas Poškus au 28 octobre 2012 | Buts (8) en sélection de Robertas Poškus au 28 octobre 2012 | Buts (8) en sélection de Robertas Poškus au 28 octobre 2012 | Buts (8) en sélection de Robertas Poškus au 28 octobre 2012 |
|                                                             | Date                                                        | Lieu                                                        | Adversaire                                                  | Score                                                       | Résultat                                                    | Compétition                                                 |
| ----------------------------------------------------------- | ----------------------------------------------------------- | ----------------------------------------------------------- | ----------------------------------------------------------- | ----------------------------------------------------------- | ----------------------------------------------------------- | ----------------------------------------------------------- |
| 1.                                                          | 26 février 2001                                             | Stade Tsirion, Limassol (Chypre)                            | Chypre                                                      | 1 - 2                                                       | 1 - 2                                                       | Match amical                                                |
| 2.                                                          | 15 août 2001                                                | S. Dariaus ir S. Girėno stadionas, Kaunas (Lituanie)        | Israël                                                      | 2 - 1                                                       | 2 - 3                                                       | Match amical                                                |
| 3.                                                          | 21 août 2002                                                | S. Dariaus ir S. Girėno stadionas, Kaunas (Lituanie)        | Israël                                                      | 2 - 1                                                       | 2 - 4                                                       | Match amical                                                |
| 4.                                                          | 12 octobre 2002                                             | S. Dariaus ir S. Girėno stadionas, Kaunas (Lituanie)        | Îles Féroé                                                  | 2 - 0                                                       | 2 - 0                                                       | Éliminatoires Euro 2004                                     |
| 5.                                                          | 18 août 2004                                                | Stade Dynamo, Moscou (Russie)                               | Russie                                                      | 3 - 2                                                       | 4 - 3                                                       | Match amical                                                |
| 6.                                                          | 16 août 2006                                                | Stade Zimbru, Chişinău (Moldavie)                           | Moldavie                                                    | 0 - 1                                                       | 3 - 2                                                       | Match amical                                                |
| 7.                                                          | 20 août 2008                                                | ARVI Arena, Marijampolė (Lituanie)                          | Moldavie                                                    | 1 - 0                                                       | 3 - 0                                                       | Match amical                                                |
| 8.                                                          | 20 août 2008                                                | ARVI Arena, Marijampolė (Lituanie)                          | Moldavie                                                    | 2 - 0                                                       | 3 - 0                                                       | Match amical                                                |